# Xavier Noël
Pour les articles homonymes, voir Noël (homonymie).
Xavier Noël est un boxeur français né le 11 juillet 1976 aux Abymes en Guadeloupe.

## Carrière sportive
Éliminé au deuxième tour des Jeux olympiques d'été de 2004, il est médaillé d'argent aux championnats d'Europe de boxe amateur de Pula la même année dans la catégorie des poids welters. Il remporte également la médaille d'or des Jeux méditerranéens de 2001 et est champion de France de 2001 à 2004.